# Département Ardennes
Das Département des Ardennes [aʀˈdɛn] ist das französische Département mit der Ordnungsnummer 08. Es liegt im Nordosten des Landes nahe der belgischen Grenze in der Region Grand Est, die seit Januar 2016 aus drei ehemaligen kleineren Regionen gebildet wird. Das Département wurde nach dem Mittelgebirge der Ardennen benannt.

## Geographie
Das Departement erstreckt sich, in seinem nördlichen Teil vom Ardenner Wald durchzogen, an beiden Ufern der Maas keilförmig nach Belgien hinein, grenzt westlich an das Département Aisne, südlich an das Département Marne und östlich an das Département Meuse. Das Land gehört im Süden zu den wellenförmigen Kreideflächen der Champagne, in der Mitte zu den jurassischen Argonnen mit mehr Gebirgscharakter und im Norden zu den rauen devonischen Schieferplateaus der Ardennen, die noch reich bewaldet und in tiefen Tälern von der schiffbaren, vielgewundenen Maas, der Chiers und der Semoy durchschnitten sind. Im Südwesten fließen die Aisne und deren Nebenfluss Aire. Der 105 km lange Canal des Ardennes führt längs der Aisne über Rethel und Attigny östlich bis Semuy, dann durch die Gebirgslücke von Chemin le Populeux zur Bar und längs derselben gegen Norden in die Maas.
Das Klima ist gemäßigt, aber rauer als in den übrigen Provinzen Frankreichs auf gleicher Breite.
Die Allée couverte de Giraumont (auch Dolmen de la Ganguille) ist ein Galeriegrab in Clavy-Warby, bei Saint-Marcel.

## Geschichte
Das Département wurde am 4. März 1790 aus den nördlichen Gegenden der Provinz Champagne (Herzogtum Rethel, Grafschaft Porcéan, Fürstentum Sedan u. a.) gebildet.
Von 1960 bis 2015 gehörte es zur Region Champagne-Ardenne, die 2016 in der Region Grand Est aufging.

## Wappen
Beschreibung: Unter einem roten Schildhaupt mit drei (2;1) goldenen Kämmen ist in Blau ein silberner Schrägbalken von goldenen Mäander zu beiden Seiten begleitet. Ein silbernes Schildlein mit schwarzem Eber liegt auf.

## Städte
Die bevölkerungsreichsten Gemeinden des Départements Ardennes sind:
| Stadt                | Einwohner (2022) | Arrondissement       |
| -------------------- | ---------------- | -------------------- |
| Charleville-Mézières | 45.634           | Charleville-Mézières |
| Sedan                | 16.727           | Sedan                |
| Rethel               | 7.435            | Rethel               |
| Givet                | 6.356            | Charleville-Mézières |
| Revin                | 5.795            | Charleville-Mézières |
| Nouzonville          | 5.548            | Charleville-Mézières |
| Bogny-sur-Meuse      | 4.947            | Charleville-Mézières |

## Verwaltungsgliederung
Das Département Ardennes gliedert sich in 4 Arrondissements, 19 Kantone und 447 Gemeinden:
| Arrondissement       | Kantone | Gemeinden | Einwohner 1. Januar 2022 | Fläche km² | Dichte Einw./km² | Code INSEE |
| -------------------- | ------- | --------- | ------------------------ | ---------- | ---------------- | ---------- |
| Charleville-Mézières | 11      | 157       | 152.746                  | 1.825,27   | 84               | 081        |
| Rethel               | 3       | 101       | 37.306                   | 1.199,72   | 31               | 082        |
| Sedan                | 5       | 71        | 56.363                   | 773,52     | 73               | 083        |
| Vouziers             | 2       | 118       | 20.789                   | 1.430,90   | 15               | 084        |
| Département Ardennes | 19      | 447       | 267.204                  | 5.229,41   | 51               | 08         |

Siehe auch:

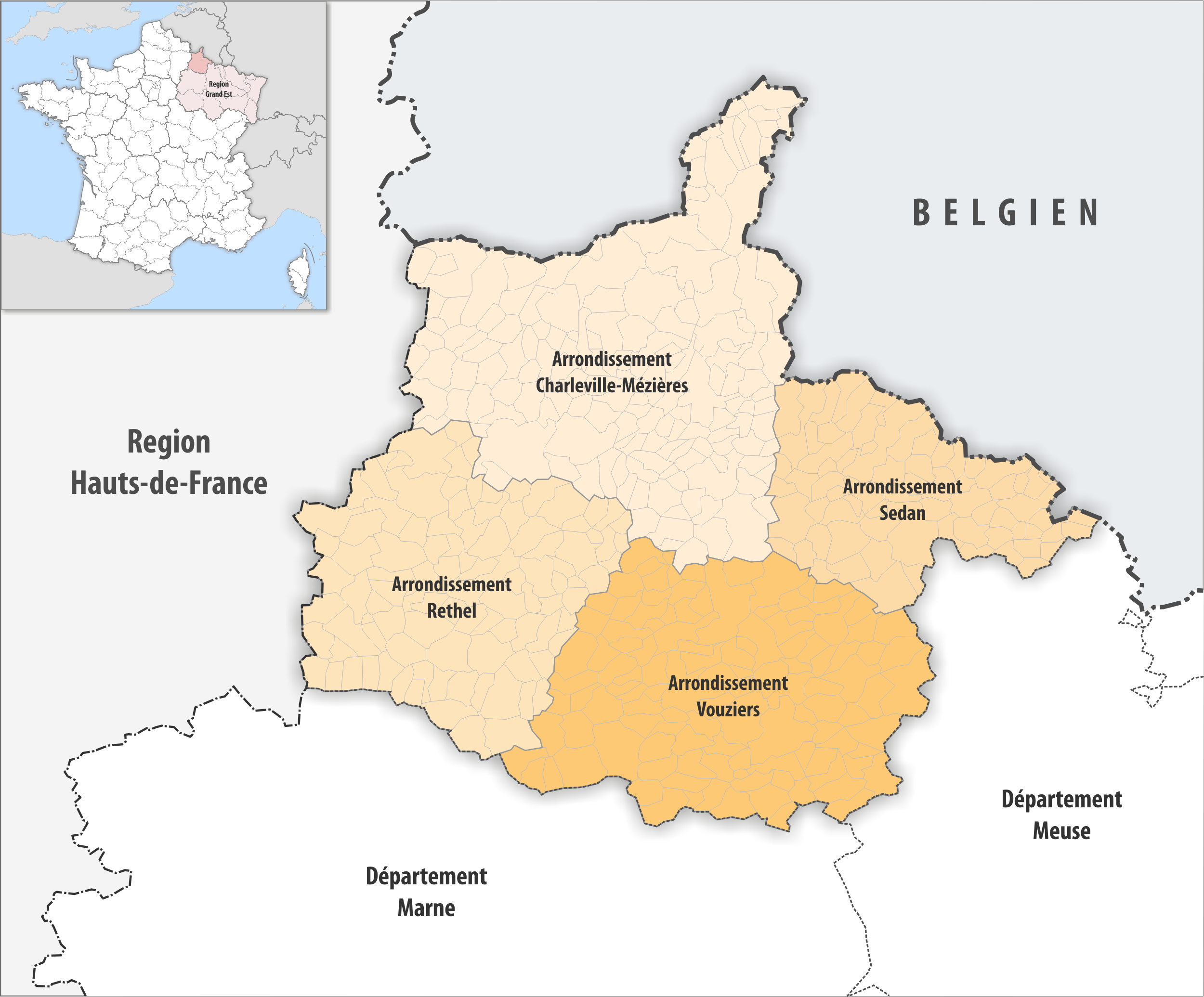
Gemeinden und Arrondissemente im Département Ardennes

- Liste der Gemeinden im Département Ardennes
- Liste der Kantone im Département Ardennes
- Liste der Gemeindeverbände im Département Ardennes

## Wirtschaft
Mehr als drei Fünftel der Bodenfläche sind kultiviert; der Getreideanbau ist größer als der Bedarf, wiewohl Ackerbau nur in den Tälern, namentlich in dem der Aisne, getrieben wird. Weinbau findet sich nur im Süden. Sehr ansehnlich ist die Rindvieh- und Schafzucht, welche selbst die benachbarten Departements versorgt. Die ausgedehnten Waldungen, welche aus Eichen, Buchen, Eschen, Ulmen etc. bestehen, bergen noch Wölfe und viel Wild. Die Flüsse sind fischreich. Hauptnahrungszweige sind außerdem Bergbau, metallurgische und Manufakturindustrie. Jener ist namentlich auf Eisen und Tafelschiefer bedeutend, die Eisenindustrie beschäftigt zahlreiche Hochöfen, Blechwalzwerke, Nagelschmieden, Maschinen- und Werkzeugfabriken; hierzu kommen dann noch mehrere Kupferhütten. Den ersten Rang unter den Industriezweigen des Departements nimmt aber die Tuchfabrikation ein, welche ihr Zentrum in Sedan hat und bei der Spinnerei, Weberei und Appretur ca. 17.000 Arbeiter beschäftigt. Bemerkenswerte Industriezweige sind ferner die Erzeugung von Tonpfeifen, die Glas-, Papier- und Zuckerfabrikation und die Brauerei.

## Verkehr
Das Departement wird von mehreren Linien der Ostbahn durchzogen, welche in Mézieres ihren Knotenpunkt haben.